# Sept-Îles

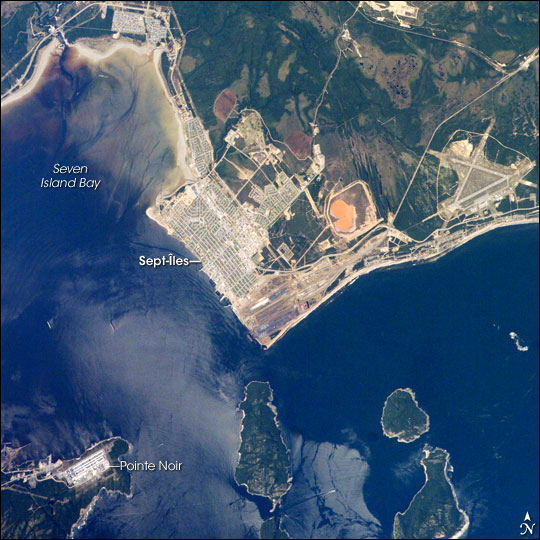
A település műholdképe

Sept-Îles (franciául hét sziget) egy, a kanadai Québec tartomány északi részén fekvő város. Környezete egyetlen jelentősebb települése, egyben a tartomány legészakibb, a közúthálózatba bekötött városa. Elhelyezkedéséhez képest élénk kulturális életet él. A halászat és a jelentős bányászat tette regionális központtá.
Első lakói „Nagy Öböl”-nek nevezték. Első írott említése 1535-ből származik, Jacques Cartier tengerész tollából. Lakossága máig őrzi francia identitását.

## Szigetek
A város hét szigetre épült, ezek:
- La grosse boule
- La petite boule
- La grande Basque
- La petite Basque
- Île Manowin
- Île du Corossol
- Îlets de Quen

## Külső hivatkozások
- Sept-Îles hivatalos oldala
- Musée régional de la Côte-Nord (városi múzeum)
- Port of Sept-Îles